# پورت کولبورن
پورت کولبورن (به انگلیسی: Port Colborne) یک شهر در کانادا است که در Regional Municipality of Niagara واقع شده‌است.

## خصوصیات
پورت کولبورن ۱۸٬۴۲۴ نفر جمعیت دارد و ۱۷۵٫۳۰ متر بالاتر از سطح دریا واقع شده‌است.